# 27740 Обатомоюкі
27740 Обатомоюкі (27740 Obatomoyuki) — астероїд головного поясу, відкритий 20 жовтня 1990 року.
Тіссеранів параметр щодо Юпітера — 3,476.
Названо на честь Оба Томоюкі (яп. おおば・ともゆき(大庭智行) о:ба томоюкі)